# H-4 (航空機)
ヒューズ H-4 ハーキュリーズ
- 用途：輸送機
- 分類：飛行艇
- 設計者：ハワード・ヒューズ、ヘンリー・J・カイザー（英語版）
- 製造者：ヒューズ・エアクラフト
- 初飛行：1947年11月2日
- 生産数：1機
- 運用状況：試作のみ
- ユニットコスト：$2500万ドル[1]

ヒューズ H-4 ハーキュリーズ（英: Hughes H-4 Hercules）は、アメリカのヒューズ・エアクラフトによって製造された飛行艇。
「スプルース・グース（英: Spruce Goose）」の別名でも知られる。初飛行は1947年。1機だけが製作された。名称の「ハーキュリーズ」は、ヘラクレスの英語読み。
宇宙開発に取り組むストラトローンチ・システムズの母機であるスケールド・コンポジッツ ストラトローンチ（別名：モデル351 ロック）が2019年に記録を塗り替えるまでは、長らく「世界で最も幅の広い航空機（世界で最も翼幅の大きい航空機）」であった（※後述）。飛行艇としては史上最大であり続けている。エアバスA380-800とともに、史上最も背の高い飛行機でもある（全高24.18メートル）。

## 沿革

### 開発の経緯
第二次世界大戦当時、大西洋ではドイツ海軍がUボートにより、イギリスに送られる物資を輸送する船への攻撃を行なっており、対潜水艦レーダーなどの技術はまだ発達していなかったため、1940年7月の1ヶ月だけでも20万トンの輸送船が沈められていた。

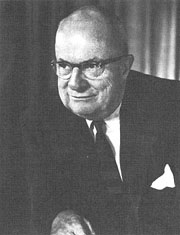
ヘンリー・カイザー

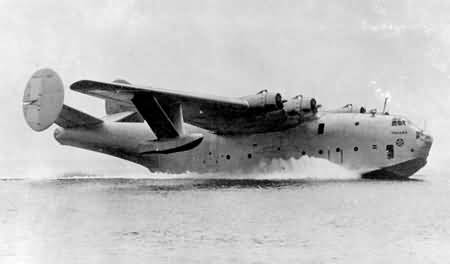
マーティン・マーズ

当時、造船業界でリバティ船の開発に成功していたヘンリー・J・カイザーはこの状況を憂慮していた。いくら輸送船を大量に製造しても、それを上回る量の船舶がUボートの攻撃により失われていたからである。そこでカイザーは、まず輸送船をベースとした簡易な空母「ベビー・キャリアー」を製造し、船団の護衛に使用することを提案し、実際に発注を受けた。さらに、空を飛んでしまえばUボートの攻撃を受ける心配はないと考え、船による輸送から空輸に切り替えることを検討した。ただし、当時大西洋を横断できる護衛戦闘機は存在せず、洋上で航空機から攻撃を受ければ無防備になることは必定であった。また当時の輸送機では可載量が少なく、滑走路が短かったことから、離水距離に制限のない飛行艇を大型輸送機として製造することを考えた。
1942年7月19日に、カイザーは総重量200トンの超大型飛行艇を大量に揃え、兵器や資材を空輸することを提案した。この提案では、その後さらに総重量500トンの輸送機の構想があること、当面の方策としてはマーティンが同年7月3日に初飛行させたマーティン JRM（マーズ）を5000機製造し、50万人の兵士や70トンの物資を一度に輸送することも含まれていた。また、マーズの大量増産には造船所を使用することになっていた。
この提案を見た軍部や航空関係者は、否定的な見解を示した。確かに輸送力の確保は必要であるが、戦闘機や爆撃機の増産が最重要な課題で、マーズの大量製造に人員を振り向ける余裕はなかったことや、造船所で航空機の生産を可能とするのには相応の時間を要することもあるが、何よりも200トンや500トンもの大型飛行艇については、夢物語に過ぎないと考えられた。
ところが、アメリカの国民はこの提案に好意的な反応を見せた。カイザーはリバティ船の製造において、それまで1隻の大型船を製造するのに1年近くかかっていたものをわずか40日程度に短縮し、不可能を可能にする男として知られていた。専門家からは疑問も出されているが、カイザーなら実現出来るかもしれないと思われた。政府はこの計画を支援するべきだという意見が多くなり、同調する議員も増えることになったのである。
このような世論の中では、軍部もその提案をそのまま却下することは出来なくなったため、戦時生産局に検討依頼をすることにした。戦時生産局の航空関係者からも、実現性に乏しい計画であるとした反対の声はあったが、却下した場合の世論の反発を恐れて、暫定的に計画を推進することを認め、図面とデータの提示を要求し、それを検討したうえで正式な採否を決めることになった。
しかし、既に社内の技術者により設計が進められているかのように装っていたが、実際にはカイザーの社内には航空技術者はいなかったため、図面の提示を要求されたカイザーは、航空機メーカーへ開発を依頼することになった。しかし、平常時で開発費の提供があるならいざ知らず、戦時下において軍用機の大量生産を行なっている状況ではそのような余裕はどのメーカーにもなく、カイザーの依頼はどのメーカーからも断られた。

### 開発決定
この時期、ハワード・ヒューズの運営する航空機製造会社であるヒューズ航空機（以下、ヒューズ社と略す）は、双発爆撃機であるD-2 (Hughes D-2) が製造段階に入っており、余裕があったことから、ヒューズ社にいた航空技術者であるグレン・オデカークは「カイザーの飛行艇はどうか」とヒューズに進言していた。
当初、ヒューズはこの大型飛行艇には否定的であったといわれているが、ヒューズ社ではD-2を製造していたものの、この機体が陸軍に採用されるかどうかはまだ決まっておらず、もし不採用となった場合はヒューズ社の業務はなくなる。単に業務を維持するだけであれば、他社の下請けなどを受注することも出来たが、ヒューズの性格から考えて、世間が驚くものである必要があった。そもそも、ヒューズ社はヒューズが自分の飛行機を作らせるために設立した会社で、金儲けのために設立した会社ではなかったため、従業員の仕事が確保されれば構わないと考えられた。また、後にプラット・アンド・ホイットニー R-4360となる、空冷四重星型28気筒の3000馬力級エンジンの実現に対して、ヒューズなりの自信を抱いたためであるとも推測されている。
1942年8月にカイザーはヒューズと相談した上で、開発をヒューズが行なった上で量産化はカイザーが担当することになり、同年10月までに計画案と図面・仕様書を全て提出し、同年11月16日に正式契約となった。この時の計画では、兵士なら750名、M4中戦車なら2台を搭載でき、巡航速度時速330キロメートルで飛行できることになっていた。
カイザーとヒューズが契約した相手は、海軍や陸軍ではなく、国防工場公社と称する戦時生産局の下部組織であった。前述の通り、軍部は飛行艇計画には反対という意見であったため、軍が直接かかわるのを避けるため、本来は軍需工場への融資や工場自体のリースを行なう機関が契約することになったものである。この飛行艇はヒューズとカイザーの頭文字をとって「HK-1」と命名された。軍用名称がなかったのは、このような経緯により軍が開発を担当しなかったことによるものである。
契約金額は当時の金額で1800万ドルで、強度テスト機の納入が1943年12月、飛行テスト機の納入は1944年5月という書類はあったものの、契約書には納入期日は記されていなかった。当初のカイザーの計画では10ヶ月で完成となっていたが、それは誰の目にも非現実的な数字であることは明らかであった。しかし、あまり先の日付にすると計画自体の意義が問われることになるためにこのような日程になったものの、努力目標として設定することで契約書に明記されることを拒んだと推測されている。
なお、HK-1の開発にあたっては、いくつかの条件が課せられていた。
まず、構造に対して金属の使用は不可とされた。前述の通り、軍部としてはHK-1の計画に反対であったことや、この飛行艇1機で戦闘機100機分のアルミニウム合金が消費されることになるため、航空機の主要材料であるアルミニウム合金の供給不足が懸念されたためであるが、軍部が望む航空機であればこのような条件は課せられなかったと推測されている。
また、技術者の他社からの引き抜きは禁止された。この時期、無闇な技術者の引き抜きは、生産の阻害になる可能性もあるということで各メーカーに自粛するよう通達が出されていたが、カイザー・ヒューズに対してははっきりと禁止された。
そして、海軍や陸軍からの支援はなかった。国の発注によるものなので、教えや援助を請われて断るようなことはなかったと推定されているが、表立った支援は行なわれなかった。

### 開発遅延
このように紆余曲折はあったものの、HK-1の開発・製造は開始されることになった。しかし、当時最大の飛行艇であったマーティン・マーズの3倍もの飛行艇を作ること自体が難事業であった上、前述のように全木製とするという条件が課せられていた。全木製であっても、適切に設計すればデ・ハビランド モスキートやロッキード PV-1のような高性能機を作成することも出来たが、当時のアメリカには木製の航空機に通じた技術者は少なく、設計の参考になるデータも少なかった。また、当時の木製構造の参考書には「総重量7.3トン以上の飛行機には木は使うべきではない」とも書かれていた。ヒューズ社では、爆撃機D-2の製造において、デュラモールド（薄い木の板を合成樹脂で張り合わせた合板）に通じてはいたものの、そのままHK-1に適用できるものではなかった。
まずHK-1の製造工場を整備することになったが、この工場は幅75メートル、長さ225メートル、高さ30メートルという巨大な建造物で、鉄材が不足していたこととHK-1の積層材の技術試験を兼ねることから、全て木造で建設された。これは、当時世界最大の木造建築物であった。この工場は国防工場公社が建設して、それをヒューズ社にリースする方式をとった。
開発が始まってからも、ヒューズは細かいところまで設計についてチェックした。しかし、ヒューズは設計者と直接討議するのではなく、彼の事務所に図面や計算書を届けさせた上で、検討したうえで電話やメモなどで指示を伝えるのが通常の方法であり、この方法では意思の疎通にやや問題があった。その上、物事の決断に時間がかかる一方で、細かいところまで完璧にしないと気が済まないのがヒューズの性格であった。またそうした性格から、ヒューズ社の総支配人に気に入らないことがあるとすぐに首をすげかえた。これらの理由から、作業は遅れ気味となった。
1943年後半になると、開発の遅れは誰の目にも明らかになった。この頃にはアルミニウム合金の供給体制も安定しており、開発がスタートした頃の懸念は解消されていたことから、主翼を金属製に変更してはどうかという意見もあった。しかし、その時点で金属製の主翼に変更することは更なる開発の遅延を招き、また金属製の主翼は木製よりも軽くできることはないとヒューズが考えたので、この意見は採用されなかった。
一方で陸軍は、ヒューズ社のような小規模なメーカーが2つの航空機を同時に開発するのは無理だと判断し、国防工場公社に圧力をかけた。国防工場公社ではヒューズとカイザーに弁明の機会を与えたものの、1944年2月16日に作業を中止するように通告した。これに対して、ヒューズはワシントンに行き、政権各方面に開発続行を働きかけた。民主党のジェシー・ジョーンズが大統領に開発続行を進言し、大統領がこれを認めたことで、一旦契約を破棄した上で新規に契約を結ぶことになり、開発は続行されることになった。この時に、ヒューズの仕事の進め方に不満を持っていたカイザーは、HK-1にはもう量産の見込みがなくなっていたことも認識していたのでこの契約からは外れ、新規の契約ではヒューズ社との単独契約となった。また、当初の契約金額である1800万ドルを超過した場合は、ヒューズが負担することになった。
ヒューズ社のみの事業となったので、社内で名称コンテストを行なった結果、この航空機は「H-4ハーキュリーズ」と命名されることになった。以後、本項でも「ハーキュリーズ」と表記する。

### 完成
このように、製作に長期間を要したハーキュリーズもようやく完成の目処が立ち、1946年6月に工場からロングビーチ湾のターミナル島に設けたドックに移動、最終組立を行うことになった。ドックまでの移動では、邪魔になる樹木や電柱などは一旦除去され、通過後に再度植えなおす措置がとられたが、取り除く必要のある電線は2300本に達した。また、この移動を見物した人は10万人に上った。近隣の学校は休みとして、この巨大な飛行艇の移動を見物できるようにした。
機体に主翼や尾翼が取り付けられ、エンジンが装備されても、操縦システムや油圧・電気系統などの調整には時間を要した。なかなか完成しないため、世間では「飛べないのではないか」という声も上がった。

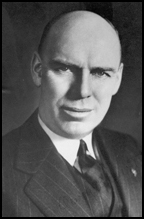
オーウェン・ブリュスター

1946年12月になると、アメリカ合衆国上院に国防計画調査委員会が設立された。これは、戦時中の兵器の調達が適切だったかを調査するための機関で、委員長は上院議員のオーウェン・ブリュスターであった。この機関設立の背景には、1946年に議会の多数派となった共和党が、次回の大統領選挙でも勝利するために、それまでの政権だった民主党のイメージダウンを図るべく、戦時中のあら探しをする意図があった。最初にハーキュリーズが槍玉にあげられたのは、ヒューズという有名人が対象であれば宣伝効果も大きい上、受注の経緯に政権との癒着が疑われたからである。
1947年7月から8月にかけて実際に聴聞会が開かれ、ヒューズは軍人に対して接待費用として5083ドルを使用したことを認めた。しかし、ヒューズは、1947年2月に国防計画調査委員長のブリュスターから「トランス・ワールド航空の国際線部門をパンアメリカン航空（パンナム）と合併することに同意すれば、聴聞会では詮索しない」と持ちかけられていたことを暴露した上、逆にブリュスターがパンナムから数々の便宜を受けていることを明らかにして対抗した。結果として、ハーキュリーズの計画で厳しく非難されたのは、世論に影響されて不用意に計画をスタートさせたことだけであった。
また、ヒューズはこの聴聞会で、既に自分の金を720万ドルも投じていることや、この飛行艇は航空技術の進歩に貢献することを述べた上で、「もし飛べなかったら、私はこの国を去る」と啖呵を切った。
同年11月1日、ドックに水が入れられてハーキュリーズはその機体を水面に浮かべた。ようやくハーキュリーズは完成したのである。

### 最初で最後の飛行
1947年11月2日、ハーキュリーズの滑水テストを行うことになった。操縦はヒューズが担当し、副操縦士はパイロットでもある油圧技術者が担当した。エンジンのチェックのために各エンジンに1人ずつ配置した上、キャビン後部や垂直尾翼にも監視要員を配置したため、乗員はヒューズを含めて18名となった。さらに、航空局・プラット&ホイットニーからも2名、ヒューズ社の支配人とカメラマン、さらに報道関係者も搭乗した。この時にハーキュリーズに乗ったのは全部で32名である。ロングビーチ湾の岸には、ハーキュリーズの動く姿を見るために多くの人が訪れた。
1回目の滑水テストでは、速度を時速40マイルまで上昇させた。この時点では特に異常がなかったため、2回目のテストでは速度を時速75マイルまで上昇させた。この時、ラジオ局のリポーターは、ヒューズに対して飛ぶつもりかどうかを質問したが、ヒューズは否定している。2回目のテストが終了した段階で、報道関係者が速報を送るために降機を申し出たため、機内に残った報道関係者はラジオ局のリポーターと録音技師だけとなった。
3回目のテストで、ヒューズは副操縦士席にフラップを15度に設定するように伝え、再度加速を開始した。時速75マイルに達した頃、機体は浮き上がり、完全に離水した（この時のラジオ放送の録音が、2010年6月現在もWeb上で公開されている）。そこから高度25メートルで1マイルほど、1分にも満たない時間ではあったが、ハーキュリーズは飛行を続け、やがて滑らかに着水した。この時の最高速度は時速100マイルであった。これは地面効果の域を超えない高度であり、これより高く上昇できるだけの出力を持っていなかったと見なす者もいる。
当初飛ぶつもりはないと言っていたヒューズが、なぜ実際に飛行させたのかは不明であるが、テスト終了後のラジオリポーターの質問には「人を驚かすのが好きだから」と答えている。
しかし、このテストでは既に機体に問題点が発生していた。飛行後の点検で尾翼に損傷が発見されたほか、主翼や水平尾翼では接着剤の剥がれが発生した。また、胴体からは滑水中にキシリ音がしていたなど、機体強度自体に問題があった。このため、1948年5月に、胴体と主翼をアルミニウム合金の波板で補強することがヒューズ社から発表された。また、操縦システムについても一部改修が行なわれた。
改修後、1949年初めに飛行テストを行なう予定であったが、テストの準備が整った段階で、ヒューズはテスト飛行の延期を決めた。その後もテスト飛行の計画が出たがまた延期され、ハーキュリーズに携わる人員も減らされ、その後、ハーキュリーズは二度と飛行することはなかった。この理由について、ヒューズが機体の強度に不安を抱いていたためと推測されている。

### 初飛行後

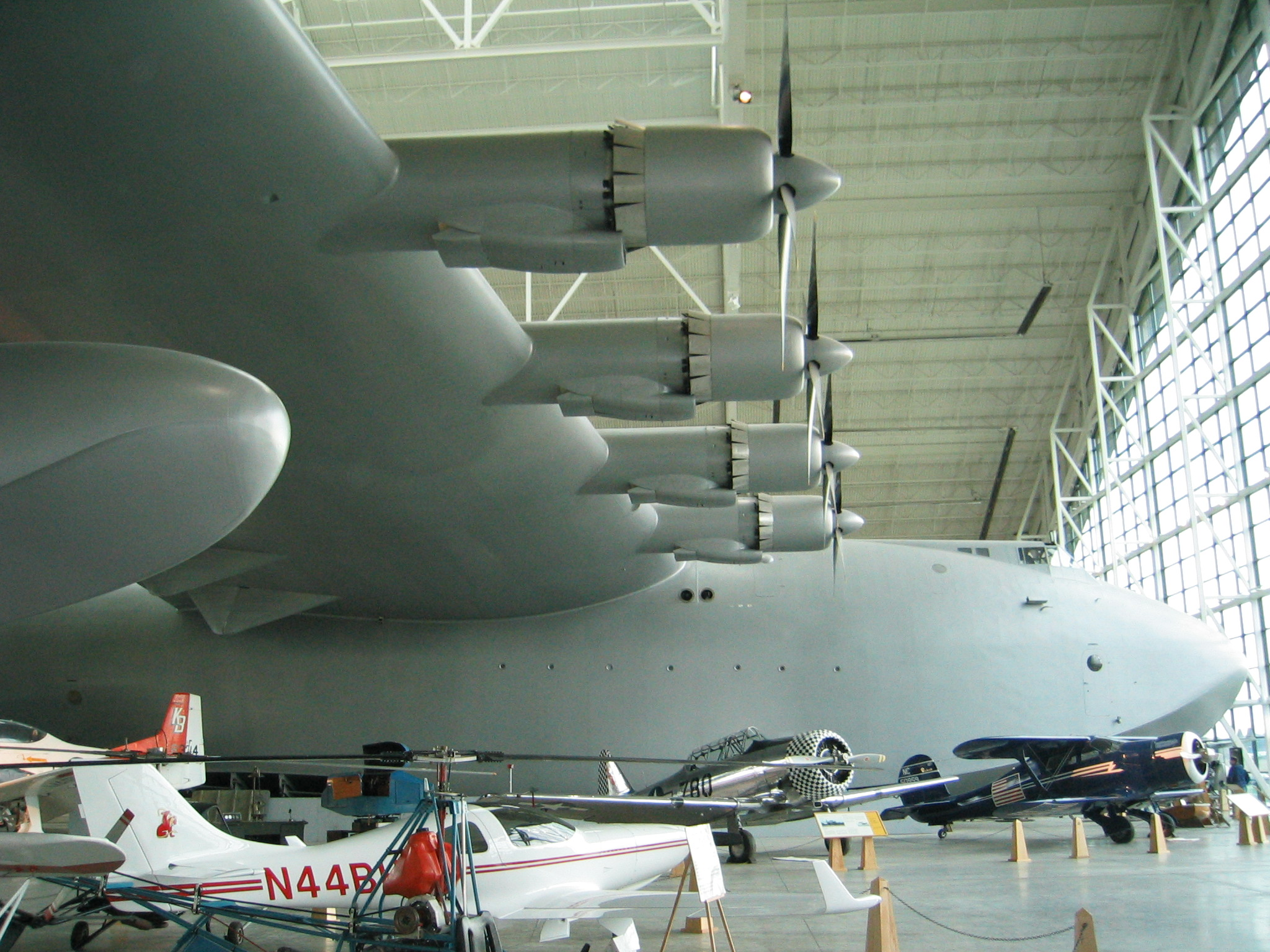
2001年以降エバーグリーン航空博物館で展示されているH-4ハーキュリーズ。ビーチクラフト スタッガーウィング（青い機体）の全長が8.15 m、全幅9.75 mである

飛行テストを行なわなくなった後も、ハーキュリーズはヒューズによって、誰の目にも触れさせずに保管されていた。1953年の洪水で機体が損傷した際には、2年をかけて完全に修復を行なっている。
ハーキュリーズの所有者は発注主である国であり、所有権は国防工場公社が有していた。その後、国防工場公社の上部組織である再建融資公社に所有権が移された後、一般サービス管理局 (GSA) に移管され、ヒューズはそこからハーキュリーズをリースするという状態であった。リース料は月額3万7500ドルとも、月額800ドルともいわれている。ヒューズがハーキュリーズに投じた金額は、最終的に5000万ドルとも推測されている。
1970年代になると、GSAはハーキュリーズをスミソニアン博物館に寄贈することを検討したが、輸送費用が過大になる上に、スミソニアン博物館側は置き場所がないことを理由に辞退した。最終的には、手続き上はGSAからスミソニアン博物館に寄付し、スミソニアン博物館はヒューズの資産管理を行なう会社（サンマ社）にハーキュリーズを譲渡する代わりに、サンマ社からはH-1レーサーと70万ドルを受け取ることになり、ハーキュリーズはロングビーチに建設される保存施設で豪華客船「クイーン・メリー」とともに展示されることになった。ヒューズの死後である1982年に、ハーキュリーズは保存施設へ移送された。その後、2001年以降はオレゴン州マクミンヴィルのエバーグリーン航空博物館で展示されている。映画『タッカー』や『アビエイター』で紹介され、それらの宣伝効果もあり多くの見学者で賑わっている。

## 仕様

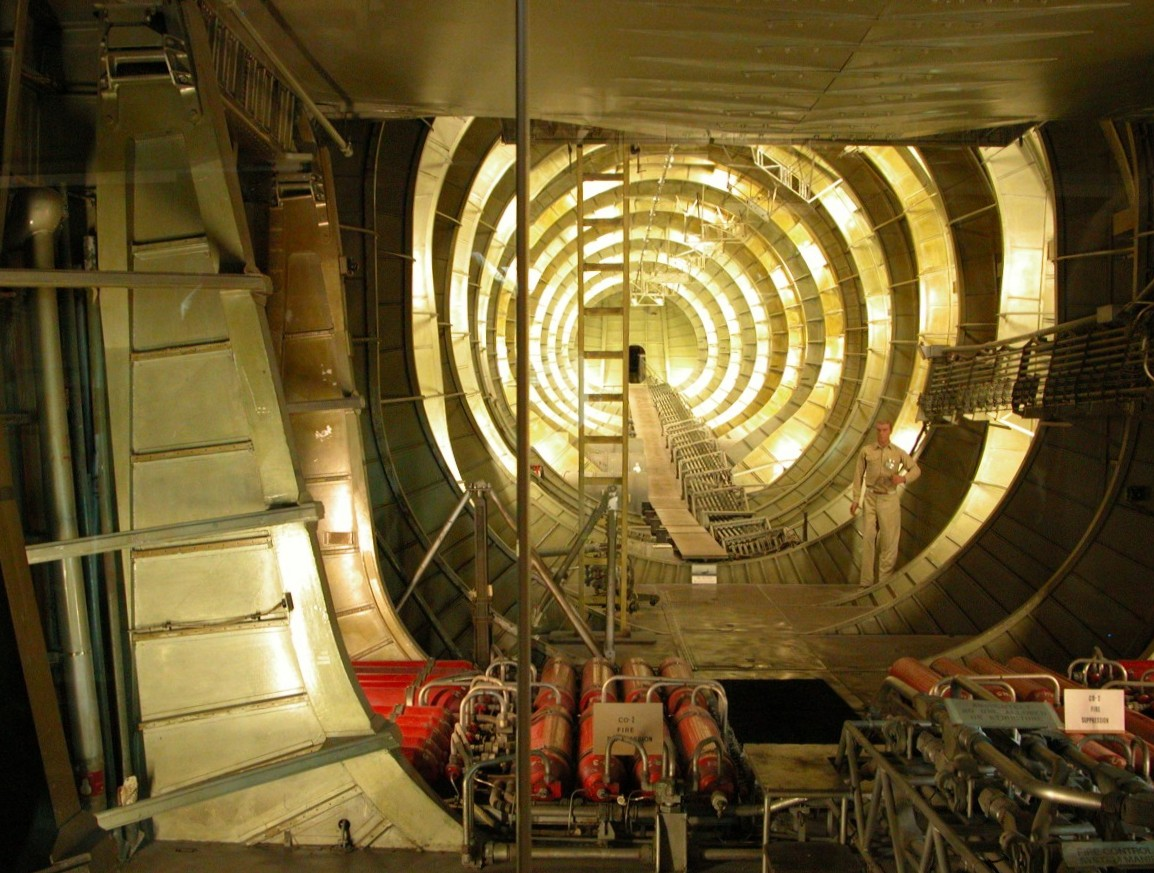
機内

### 機体
全幅（翼幅）97.51メートル、全長66.65メートル、全高24.18メートル。胴体は幅7.42メートル・高さ9.27メートル。
ボーイング747-8の全幅が68.4メートルで、胴体の幅が6.10メートルであることから考えれば、きわめて巨大な飛行機であった。この翼幅（スパン）は、宇宙開発事業に取り組むストラトローンチ・システムズにおける空中発射ロケットの母機として開発された双胴機「スケールド・コンポジッツ ストラトローンチ (Scaled Composites Stratolaunch) （別名：モデル351 ロック。翼幅117.35メートル）」が、2017年に登場し、2019年4月13日に初飛行を果たすまでの約71年間の長きに亘って、航空機史上最大であった。
コックピットもその後の大型機と比較してかなり余裕のある作りになっていた。
機体の材質は主にバーチ（カンバ）が用いられ、一部にスプルース（トウヒ）も用いられた。デュラモールドは、主翼や尾翼の前縁などの曲率の小さいところにのみ採用された。積層した板を圧着する際には、エポキシ樹脂で接着した後に特殊な釘打機で多数の釘を打ち、樹脂が固着した後に特殊な釘抜き機で引き抜くという方法をとったが、釘の量は8トンにも達した。
なお、新聞などで「スプルース・グース（Spruce Goose、「スプルース製のガチョウ」の意）」と呼ばれ、世間ではその名が定着したが、前述したように、スプルースも使用しているものの、主材料はバーチである。スプルースには「おしゃれな」という意味もあるが、ヒューズは「スプルース・グース」という呼び方を嫌っていた。また、「H-4 ハーキュリーズ」という呼び方も好まず、単に「飛行艇（The Flying Boat）」と呼んでいた。
胴体の内部は3層に分かれており、最上層は操縦室などがあるフライトデッキとされ、最下層は燃料タンクなどが収容されており、中間の層が貨物室（メインデッキ）である。メインデッキの床は1平方メートルあたり610キログラムの荷重に耐えられるように設計され、床に荷重を分散させるための鉄板（プランク板）を敷くことで60トンの戦車も搭載できるようにした。なお、本来の設計では機首を開くことで前頭部からの貨物搭載も出来る構造となっていたが、1号機ではその機構は省略された。
機体下部は18区画に分離され、それぞれを水密構造とすることで、18区画中12区画が浸水しても沈まないようになっていたが、さらにそれぞれの区画にビーチボールを入れることによって、ある程度の浮力を確保できるようになっていた。これは後に機体の曲線にあわせたスタイロフォームに置き換えられ、ビーチボールは近隣の子供たちにプレゼントされた。
主翼はアスペクト比を9と設定したもので、胴体との接続箇所では厚さが3.5メートルもあった。飛行中整備員がエンジンの調子を確認するためにエンジンのところまで行くことが可能な円筒状の通路も設けられていた。

### 搭載エンジン

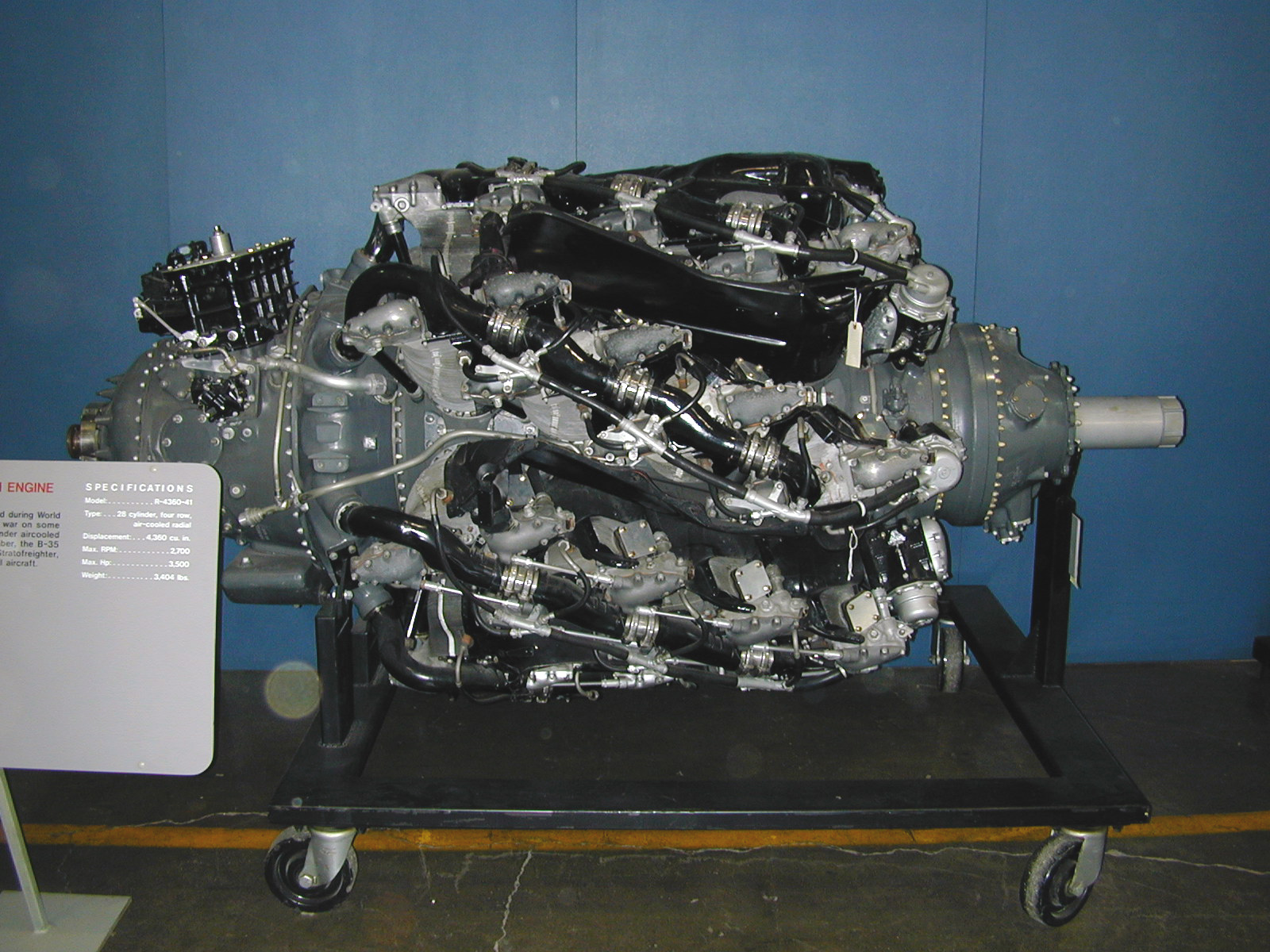
プラット・アンド・ホイットニー R-4360

エンジンは空冷四重星型28気筒のプラット・アンド・ホイットニー R-4360を8基搭載し、プロペラは4枚で、その直径は5.2メートルである。

### 操縦システム
それまでの航空機ではケーブルで操縦桿と動翼を繋いでいたが、このような大型機の操舵を人力で操作することは不可能であったため、油圧装置が導入された。しかし、油圧装置はロッキード コンステレーションで採用されたばかりで、まだ信頼性が確立していなかった。このため、操縦輪の操作に応じて適切な操舵が行なわれ、かつ操舵感覚が手に感じ取れるようにするのに苦労したといい、最終組立の後には、陸軍に支援を要請し、油圧サーボバルブをコクピットからアクチュエーターに移設し、操縦輪の動きを操縦索で伝える方式に変更された。初飛行後にもヒューズはレスポンスの改善を求めていた。
また、油圧系統は二重系としているが、両方とも故障した時に備えて、バックアップシステムとしてフライングタブ（後にコントロール・タブと呼ぶのが一般化）を採用した。フライングタブを電気モーターで動かす案もあったが、故障の可能性があるとしてヒューズは採用を認めなかったため、タブ用の操縦索が弛まないような工夫を行なった。
電気システムには直流120ボルトが採用された。通常の直流24ボルトでは電線が太くなり重量増加の要因となるため、電圧を高くすることで電線を細くし、重量低減を図ったものである。

### データ
- 全幅： 97.51 m [45]
- 全長： 66.65 m [45]
- 全高： 24.18 m [45]
- 胴体高： 約 9.27 m [45]
- エンジン： プラット・アンド・ホイットニー製 R-4360 "ワスプ・メジャー" 4列28気筒空冷星型レシプロエンジン × 8 [10]
- 出力： 3,000 hp (2.2 MW) × 8 [15]
- プロペラ： 4翅プロペラ（直径 5.2 m） × 8 [10]

### 性能
以下の性能は計画値である。
- 巡航速度： 377 km/h（海面高度）[15]・365 km/h（高度1500m）[15]
- 上昇率： 205m/minute [15]
- 航続距離： 約 4,790 km [15]
- 実用上昇限度： 5,300 m [15]

## 評価
ヒューズの側近だったノア・ディートリックは、ハーキュリーズの製作を「最大の愚行」と評している。ハーキュリーズは本格的な飛行に至らず、仮に当初計画通りの性能を発揮できたとしても、既に大型飛行艇の時代は終わっており、実用になる可能性はなかったことから、客観的には失敗作とみなされている。
その一方、エンジンや操縦システムなどの基礎技術の確立については大きな貢献をしている他、コンベア B-36に続くアメリカの大型航空機開発を支えてゆく技術を残している。

## 登場作品

### 映画
『アビエイター』
『タッカー』
飛行シーンはない。タッカーがヒューズに支援を受ける場面の背景。

### アニメ
『ヨギ・ベア（クマゴロー）』
「マジカル大冒険（原題：YOGI BEAR 「Yogi AND THE MAGICAL FLIGHT OF THE SPRUCE GOOSE」）」

### ゲーム
『クリムゾン・スカイ』(PC)
『L.A.ノワール』(PS3、Xbox 360、PC)
火災特捜課、ニコルソン電気メッキ工場(ダウンロード・コンテンツ)